# XM8

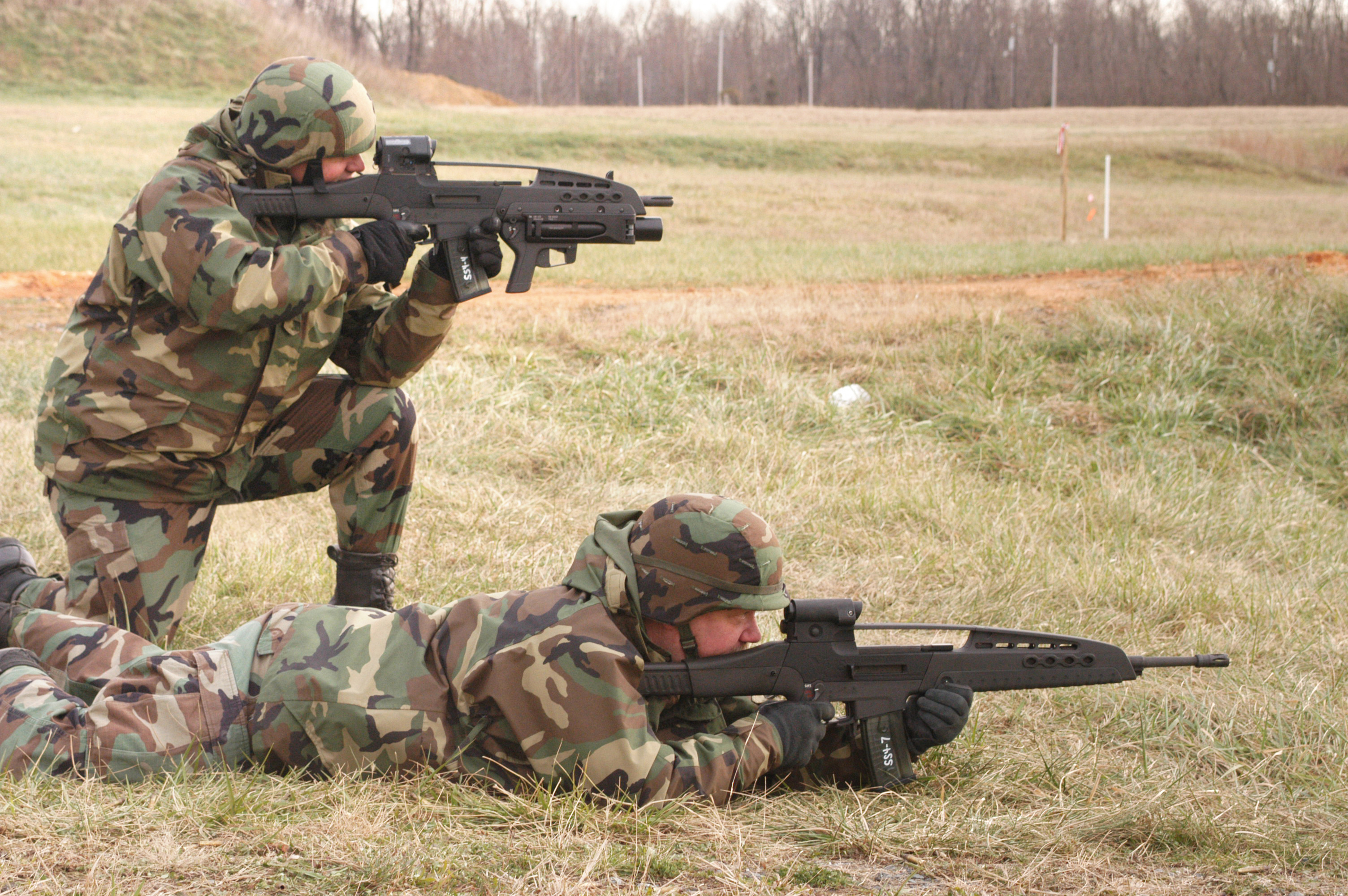
Den amerikanska militären testar två olika prototyper av XM8, stående en XM8 Carbine och liggande en XM8 sharpshooter.

XM8 är en experimentell automatkarbin som utvecklades i syfte att bli den amerikanska arméns standardvapen och ersätta M16. Projektet avbröts dock 2005.